# Merlin Entertainments
Merlin Entertainments Ltd es una empresa de entretenimiento británica con sede en Poole, Dorset (Inglaterra). Cotizaba en la Bolsa de Londres hasta que fue adquirida por un consorcio de Kirkbi Un/S en noviembre de 2019.

## Historia
En diciembre de 1998, Nick Varney, Andrew Carter y el equipo de administración de Vardon Attractions (Vardon plc) completaron una adquisición por la dirección de la compañía para formar Merlin Entertainments Group Ltd. con el respaldo de la empresa privada Apax Partners. Apax vendió la compañía a otro inversor financiero, Hermes Private Equity, en 2004. En mayo de 2005, la compañía de Hermes fue adquirida por una división de The Blackstone Group. Con el paso de los años, Merlin adquirió Gardaland, un parque de temático italiano, y The Tussauds Group. La compañía empezó a cotizar en la Bolsa de valores de Londres en 2013.

### Legoland
Cuando los parques temáticos de LEGO, Legoland, salieron a la venta, Varney se interesó por la compra pero Hermes no quiso invertir más capital. Después de la venta de Merlin al Blackstone Group, la compañía negoció para hacerse con el control de los parques Legoland y cerró la compra de estos parques por 250 millones de libras en 2005. Como parte del trato, Kirkbi Un/S, el fondo de inversión de los dueños de LEGO, consiguió acciones de Merlin Entertainments.

### Tussauds
En mayo de 2007 Blackstone adquirió The Tussauds Group, dueño de las estatuas de celebridades de cera Madame Tussauds, a cambio de 1.900 millones de dólares estadounidenses; esta compañía estuvo fusionada con Merlin y desde entonces ha sido dirigida por Merlin. Después de la adquisición de Tussauds, Dubai International Capital, el dueño anterior, recibió el 20% de las acciones la entidad  así como 1.03 billones de libras en efectivo.
El 17 de julio de 2007, como parte del acuerdo de financiación para Tussauds, el freehold de Alton Towers, Thorpe Park, el Castillo de Warwick y Madame Tussauds fueron vendidos al inversor privado Nick Leslau y su empresa de inversión Prestbury. A pesar de ser propiedades de Leslau, están operados por Merlin bajo el régimen de una concesión renovable pasados los 35 años.

### Florida
El 15 de enero de 2010, Merlin Entertainments compró Cypress Gardens, un parque temático en desuso en Winter Haven, Florida y fue reabierto como Legoland Florida.
Informes de principios de octubre de 2017 indicaban la intención de Merlin adquirir el parque Sea World Orlando, pero el 11 de octubre, la compañía dijo que finalmente no se haría con el complejo.

### Australia y Nueva Zelanda
A finales de 2010, Merlin anunció que invertiría 116 millones de dólares australianos en la adquisición de complejos de entretenimiento en Australia y Nueva Zelanda de Village Roadshow Theme Parks. La venta incluiría Sydney Aquarium, Sydney Wildlife World, Oceanworld Manly, Sydney Tower y la Koala Gallery en Australia, además de Kelly Tarton´s Underwater World en Nueva Zelanda. El 3 de marzo de 2011, el trato se hizo efectivo. Esto estuvo seguido por otra inversión de 130 millones de dólares en la adquisición de la empresa Living and Leisure Australia que poseía varias atracciones en el Sudeste Asiático y Oceanía como UnderWater World, Melbourne Aquarium, Falls Creek Alpine Resort, Hotham Alpine Resort, Otway Fly, Illawarra Fly, el Acuario de Busán y Siam Ocean World.

## Propiedades
| Nombre                                      | Ubicación(es) | Año de apertura                                     | Año de adquisición |
| ------------------------------------------- | --- | --------------------------------------------------- | ------------------ |
| Australian Treetop Adventures               | Australia | 2005                                                | 2010               |
| Blackpool Tower Circus                      | Blackpool, Inglaterra | 1894                                                | 2011               |
| The Dungeons                                | Alton Towers Blackpool Londres Warwick York Edimburgo Berlín Hamburgo Ámsterdam San Francisco Shanghái Estambul | 2019 2011 1974 - 1975 2000 2013 2000 2005 2014 2018 | 1992               |
| Eye                                         | Blackpool Londres Sydney | 1894 2000 1981                                      | 2011 2007 2011     |
| Dreamworks Tours: Shrek's Adventure! London | Londres | 2015                                                | -                  |
| Falls Creek ski resort                      | Victoria, Australia | 1946                                                | 2011               |
| Hotham Alpine Resort                        | Victoria, Australia | 1925                                                | 2011               |
| Madame Tussauds                             | Londres Blackpool Viena Praga Berlín Ámsterdam Hollywood Las Vegas Nashville Nueva York Orlando San Francisco Washington D. C. Sídney Pekín Chongqing Shanghái Wuhan Hong Kong Nueva Delhi Tokio Singapur Estambul Bangkok Dubái Taskent |                                                     |                    |
| Sea Life                                    | Birmingham Blackpool Brighton Great Yarmouth Gweek Hunstanton London Scarborough Weymouth Loch Lomond Bray Blankenberge Berlín Cuxhaven Hanover Königswinter Konstanz Munich Nuremberg Oberhausen Speyer Timmendorfer Strand Helsinki Jesolo La Haya Oporto Benalmádena Orlando Melbourne Mooloolaba (Sunshine Coast) Sídney Auckland Shanghái Nagoya Iskandar Puteri Busán |                                                     |                    |
| Centros comerciales                         | Mánchester (Trafford Centre) Paris (Val d'Europe) Arizona (Arizona Mills) Charlotte-Concord (Concord Mills) Grapevine, TX (Grapevine Mills) Kansas City (Crown Center), MO Michigan (Great Lakes) Minnesota (Mall Of America) San Antonio, TX (Rivercenter) New Jersey (American Dream Meadowlands) Bangkok (Siam Paragon) Estambul |                                                     |                    |
| Parques temáticos                           | Alton Towers Chessington World of Adventures Legoland Windsor Legoland Billund Legoland Deutschland Gardaland Legoland California |                                                     |                    |
| LEGOLAND Discovery Centre                   | Phoenix en Arizona Mills Atlanta en Phipps Plaza Bay Area (San Jose) en Great Mall of the Bay Area Boston Chicago en The Streets of Woodfield Columbus en Easton Town Center Dallas Fort Worth en Grapevine Mills Kansas City en Crown Center Michigan en Great Lakes Crossing Outlets New Jersey en American Dream Meadowlands Philadelphia en Plymouth Meeting Mall Westchester (New York) en Westchester's Ridge Hill San Antonio en Shops at Rivercenter Toronto en Vaughan Mills Melbourne en Chadstone Shopping Centre Mt Hotham, AZ en Hotham Alpine Resort Pekín Shanghái Shenyang Hong Kong Osaka Tokio Estambul En construcción Miami, FL en American Dream Miami Pittsburgh en The Mall at Robinson |                                                     |                    |
| Peppa Pig World of Play                     | Auburn Hills, Michigan Grapevine, Texas Chicago, Illinois | 2019 2019 2020                                      |                    |
| Castillo de Warwick                         | Warwick, Reino Unido | 1978                                                | 2007               |
| Otros                                       | Birmingham en Arena Birmingham Mánchester en Trafford Centre Berlin en Sony Center Oberhausen Schveningen (La Haya) |                                                     |                    |

## Autobuses turísticos
En febrero de 2016, Merlin adquirió un 15% de la multinacional de autobuses turísticos Big Bus Tours.